# Liste der Bodendenkmale in Edewecht
In der Liste der Bodendenkmale in Edewecht sind die Bodendenkmale der niedersächsischen Gemeinde Edewecht aufgeführt. Die Quelle ist der Denkmalatlas Niedersachsen. 

Edewecht im Landkreis Ammerland

Der Stand der Liste ist der 25. Januar 2025.

## Allgemein
In den Spalten finden sich folgende Informationen des Bodendenkmales:
| Lage         | geographische Koordinaten                                                           |
| Bezeichnung  | Bezeichnung lt. Denkmalatlas                                                        |
| Beschreibung | Beschreibung lt. Denkmalatlas                                                       |
| ID           | Objekt-ID                                                                           |
| Bild         | Bild, ggf. zusätzlich mit Link zu weiteren Fotos im Medienarchiv Wikimedia Commons. |

## Edewecht
| Lage                       | Bezeichnung          | Beschreibung | ID       | Bild |
| -------------------------- | -------------------- | --- | -------- | ---- |
| 53° 7′ 38″ N, 7° 53′ 44″ O | Edewecht 86, Schanze | Wenig westl. der Ortslage Westerscheps Überreste einer Schanze, die offensichtlich der Überwachung einer alten Handelsstraße vom Münsterland nach Oldenburg, die bei Westerscheps den kleinen Fluss Aue in Richtung Bad Zwischenahn überquerte, diente. Liegt auf dem westlichen Ende eines niedrigen Hügels, der sich von Westen nach Osten erstreckt. Zwar sind Wall und Graben eingeebnet worden, jedoch hat sich der Sockel der Schanze, also der aus Erde aufgeschüttete Unterbau, auf dem der Wall aufgeschüttet und die Gebäude errichtet wurden, erhalten. Er ist langrechteckig und misst 64 × 76 m und ist noch 0,7 m hoch erhalten. Bei Begehungen zwischen 2002 und 2007 konnten als Oberflächenfunde frühneuzeitliche, meist glasierte Keramikfragmente, einige Blei- und Zinngegenstände sowie zahlreiche Eisengeräte und Werkzeuge und Dachziegelbruchstücke von der Fläche geborgen werden. In der örtlichen Überlieferung wird die Anhöhe auch als Burg bezeichnet. Es sollen in der Anlage kleinere mit Ziegeln gedeckte Gebäude gestanden haben. | 28971018 | BW   |